# Kevin Tougne
Pas d'image ? Cliquez ici

a Compétitions nationales et continentales officielles uniquement.

b Matchs officiels uniquement.
Dernière mise à jour le 8 juillet 2024.
Kevin Tougne, né le 13 avril 1997 à Toulouse, est un joueur français de rugby à XV. Il joue au poste de pilier gauche au SC Albi.

## Biographie

### Jeunesse et formation
Kevin Tougne débute le rugby à XV à l'âge de cinq ans au Grenade Sports, club de la commune homonyme. À l'âge de quinze ans, il rejoint le pôle espoirs de Toulouse et remporte le championnat de France en cadets Gaudermen puis Alamercy, avant d'intégrer l'effectif espoir du Stade toulousain.

### Carrière en club
En 2016, il s'engage à l'USA Perpignan pour un contrat espoir de deux saisons et remporte le championnat de France Espoirs 2017. Il fait sa première apparition en équipe fanion le 1er mars 2018 à Nevers puis prolonge son contrat d'une saison en 2018 et deux saisons en 2019.
En 2021, il rejoint Cognac Saint-Jean-d'Angély en Nationale pour deux saisons puis le Biarritz olympique à l'issue de son contrat. 
En 2024, il s'engage au SC Albi pour deux ans.

### Carrière internationale
Il est sélectionné en équipe de France moins de 16 ans, moins de 18 ans, moins de 19 ans puis moins de 20 ans avec une première sélection en 2017 contre l'Ecosse.
Le 16 novembre 2019, il est retenu dans la sélection d'Occitanie qui affronte l'Espagne à Toulouse.